# Burg Beckov
Die Burg Beckov (slowakisch Beckovský hrad oder Beckov, ältere Namen: Blundus, Bolondos) ist die teilweise sanierte Ruine einer Felsenburg in der Westslowakei, auf einem hohen Felsen oberhalb der gleichnamigen Gemeinde. Die im Považský Inovec (slowakisch Považský Inovec) oberhalb der Waag gelegene Burgruine ist mit ihrer Silhouette eine gut sichtbare Dominante der Gegend und ist ein nationales Kulturdenkmal der Slowakei.

## Geschichte
Die Burg wird in den Gesta Hungarorum gegen 1200 als „alt“ erwähnt; archäologischen Untersuchungen zufolge soll die erste Siedlung aus der späten Latènezeit stammen. Eine Burgstätte, zusammen mit einer slawischen Siedlung, soll es in der Zeit des Mährerreiches im späten 9. Jahrhundert gegeben haben, die später in eine Burg umgewandelt worden war. Anfang des 13. Jahrhunderts (1208 als castrum Blundix erwähnt) war die unweit der Grenze der Gespanschaften Trentschin und Neutra sowie der Grenze zu Mähren liegende Burg eine Grenzburg des Königreichs Ungarn. Damals bestand der Burghügel aus einem viereckigen Turm mit Wällen sowie einem zweistöckigen Palas.
Gegen die Wende vom 13. zum 14. Jahrhundert geriet die Burg in den Besitz des Oligarchen Matthäus Csák (mehr dazu siehe Ungarische Kleinkönigtümer), unter dessen Herrschaft sie weiter verstärkt wurde. Nach Matthäus’ Tod im Jahre 1321 wurde sie lange Zeit durch Kastellane verwaltet, bevor der damalige König Ludwig der Große sie 1379 Miklós Bánffy schenkte, als Gegenleistung für seinen Kampf in Italien und den Balkan. Nur zehn Jahre später erhielt die Burg der aus dem polnischen Geschlecht Ostoja stammende Adelige Stibor von Stiborice als Donation von Sigismund von Luxemburg. Stibor war einer der mächtigsten Adeligen des Königreichs Ungarn und besaß Anfang des 15. Jahrhunderts 31 Burgen mit zugehörigen Herrschaftsgütern und hatte das Zentrum seines Herrschaftsgebiets an der Burg Beckov. Diese Stellung spiegelte sich im Ausbau wider: Stibor lud Künstler und Zimmerleute aus Venedig, Böhmen, Polen und Deutschland ein, um die Burg erheblich auszubauen. Bei diesem Ausbau wurden die Mauern erhöht, eine Barbakane sowie der obere Palas mit einem Rittersaal und einer Kapelle errichtet. Die Kapelle, in deren Portal das Wappen des Geschlechtes Stibor gehauen wurde, war reich mit Gemälden und Skulpturen dekoriert. Im Altar befand sich eine Skulptur der Schwarzen Madonna, die sich heute in Koryčany in Mähren befindet.
Stibors Sohn, Stibor von Stiborice II., der nach dem Tod seines Vaters im Jahr 1414 das Anwesen erbte, hatte keinen Sohn und überließ die Burg der einzigen Tochter Katarina. Sie wurde jedoch nur zu einem Viertel in Geld ausgezahlt und der ganze Herrschaftsbesitz fiel an die Krone zurück. König Sigismund übertrug 1437 die Burg an Pál Bánffy, nur einen Tag vor seinem Tod.
Nach der ungarischen Niederlage in der Schlacht bei Mohács im Jahr 1526 nahm die Gefahr der türkischen Angriffe deutlich zu, daher ließ das Geschlecht Bánffy die Burg in eine Renaissance-Festung und zugleich zum luxuriösen Herrschaftssitz umbauen. Dabei wurde im unteren Vorhof eine Kanonenbastion errichtet sowie Gebäude der oberen Burg unter einer Renaissance-Attika vereinigt. 1599 konnten die Türken trotz einer Belagerung die Burg nicht einnehmen.
Nach dem Tod von Kristof Bánffy im Jahr 1646 wurde die Burg an die verbleibenden Töchter vererbt, die aber die Burg nicht mehr aufrechterhielten, sodass die Burg in die Rolle eines Gefängnisses und einer Kaserne degradiert wurde. Ein Brand zerstörte 1729 die Mehrzahl der Gebäude und seither war die Burg unbenutzt und verlassen. 1970 wurde sie zum nationalen Kulturdenkmal erklärt und bis zum Ende des 20. Jahrhunderts konserviert.